# Wydział Matematyczno-Przyrodniczy Uniwersytetu Jana Kazimierza we Lwowie
Wydział Matematyczno-Przyrodniczy Uniwersytetu Jana Kazimierza we Lwowie – wydział w ramach Uniwersytetu Jana Kazimierza we Lwowie. 
Mieścił się w starym gmachu przy ul. św. Mikołaja (w 1934/35 – 870 studentów) mieszczący się w gmachu starego uniwersytetu przy ul. Mikołaja 4, a także przy ul. Długosza 6 i 8 oraz Kościuszki 9.
W 1924 Wydział Filozoficzny (w 1922 skupiający 46 katedr zwyczajnych i 11 nadzwyczajnych) został podzielony na Wydział Humanistyczny i Wydział Matematyczno-Przyrodniczy. Do Wydziału Humanistycznego zostało przyporządkowanych 18 katedr. W roku akademickim 1938/1939 na wydziale działało 19 katedr.
Na wydziale były reprezentowane nauki: chemia, fizyka, biologia, geologia.
Dziekanem wydziału na rok 1936/1937 został wybrany prof. Julian Tokarski. Ostatnim dziekanem w okresie II RP na polskim UJK był prof. August Zierhoffer wybrany na przełomie czerwca/lipca 1939.